# Abu al Hasan al Hashimi al Qurashi
Abu al Hasan al Hashimi al Qurashi (in arabo أبو الحسن الهاشمي القرشي‎?, Abu al Hasan al Hashimi al Qurashi; Rawa, 31 gennaio 1980 – Jasim, 14 ottobre 2022) è stato un terrorista iracheno, 3º califfo dello stato islamico, dal il 10 marzo 2022 fino alla sua morte avvenuta il 14 ottobre 2022.

## Identità
Abu al-Hasan afferma di essere un discendente del profeta Maometto, appartenente al clan Hashim della tribù dei Quraysh. Al Ain News ha riferito che il vero nome di al-Qurashi è Zaid al-Iraqi. È iracheno ed è stato l'emiro del Diwan of Education. Secondo due anonimi funzionari della sicurezza irachena, il vero nome di al-Qurashi è Juma Awad al-Badri, ed è il fratello maggiore dell'ex leader dell'ISIS Abu Bakr al-Baghdadi. Una ricerca dello storico iracheno Hisham al-Hashimi pubblicata nel 2020 ha affermato che al-Qurashi era a capo del Consiglio della Shura di cinque membri.

## Morte
Nel novembre 2022 la sua posizione e quella di altri leader è stata individuata nella regione di Daraa, nel sud della Siria vicino al confine con la Giordania, da un gruppo di combattenti precedentemente appartenenti alla Free Syrian Army e successivamente riconciliati con il governo siriano. Negli scontri che ne sono seguiti, il sedicente califfo si è fatto saltare in aria con una cintura esplosiva. La sua morte è stata confermata con un comunicato del Comando Centrale degli Stati Uniti.